# San Vittore Olona
San Vittore Olona ist eine Gemeinde mit 8321 Einwohnern (Stand 31. Dezember 2023) in der Metropolitanstadt Mailand, Region Lombardei. 
Die Nachbarorte von San Vittore Olona sind Legnano, Cerro Maggiore, Canegrate und Parabiago.

## Demografie
San Vittore Olona zählt 3150 Privathaushalte. Zwischen 1991 und 2001 stieg die Einwohnerzahl von 6828 auf 7437. Dies entspricht einem prozentualen Zuwachs von 8,9 %.

## Name
Namensgeber ist Victor von Mailand, sein Namenstag der 8. Mai.